# Basement 5
Basement 5 waren eine Londoner Reggaeband mit Punkeinflüssen, die 1978 gegründet wurde. Ihre Sänger war zunächst Winston Fergus, dann Don Letts und schließlich ab 1979 Dennis Morris, ein Fotograf. Der Schlagzeuger war zuletzt Richard Dudanski, der zuvor bei Public Image Limited gespielt hatte. Ihre Songtexte reflektieren die Lage für Jugendliche im England von Maggie Thatcher: Arbeitslosigkeit, Streik, Rassismus, Verelendung der Arbeiterklasse. Die Band machte nach 1980 keine Platten mehr.
 

## Diskografie
- Silicon Chip / Chip Butty, 10" (1980), Island WIP 6614
- In Dub, LP (1980), Island 801 958
- Last white christmas / Paranoiaclaustrophopia, 12" (1980), Island 801 999
- 1965–1980, LP (1980), Island 203 275